# Newsies
Newsies är en amerikansk musikalfilm från 1992. I rollerna syns bl.a. Christian Bale, David Moscow och Bill Pullman

## Handling
Filmen handlar om ett gäng ungar som arbetar som "newsies", tidningssäljare i New York.
När de sedan höjer priserna på tidningarna, drar Jack "Cowboy" Kelly (Christian Bale) igång en strejk. Det gäller att få så många Newsies med sig som möjligt.

## Om filmen
Newsies regisserades av Kenny Ortega. Filmen producerades av Walt Disney Pictures och Touchwood Pacific Partners 1.
Filmen vann det tvivelaktiga priset Razzie Awards för sämsta originalsång. Den var även nominerad i till fyra andra Razzies, bland annat sämsta film.

## Rollista (urval)
- Christian Bale - Jack Kelly
- David Moscow - David Jacobs
- Luke Edwards - Les Jacobs
- Max Casella - Racetrack Higgins
- Gabriel Damon - Spot Conlon
- Marty Belafsky - Crutchy
- Arvie Lowe Jr. - Boots
- Aaron Lohr - Mush
- Bill Pullman - Bryan Denton
- Jeffrey DeMunn - Mayer Jacobs
- Robert Duvall - Joseph Pulitzer
- Josh Keaton - dansare